# Saulé
Saulé és la deessa solar de la mitologia bàltica. És una de les divinitats més poderoses del panteó, ja que a part de regir l'astre rei, és una deessa de la fertilitat i de la salut, ambdues lligades a la llum solar.
Saulé va néixer de les mans d'un ferrer, que va crear un disc de foc i el llançà al cel. Per això el martell sovint s'associa al seu culte. Es va casar amb la Lluna, de qui tindria una filla, la Terra.
El culte a Saulé incloïa dos festivals anuals, pels solsticis, que incloïen una dansa al voltant de fogueres.